# Acònia Fàbia Paulina

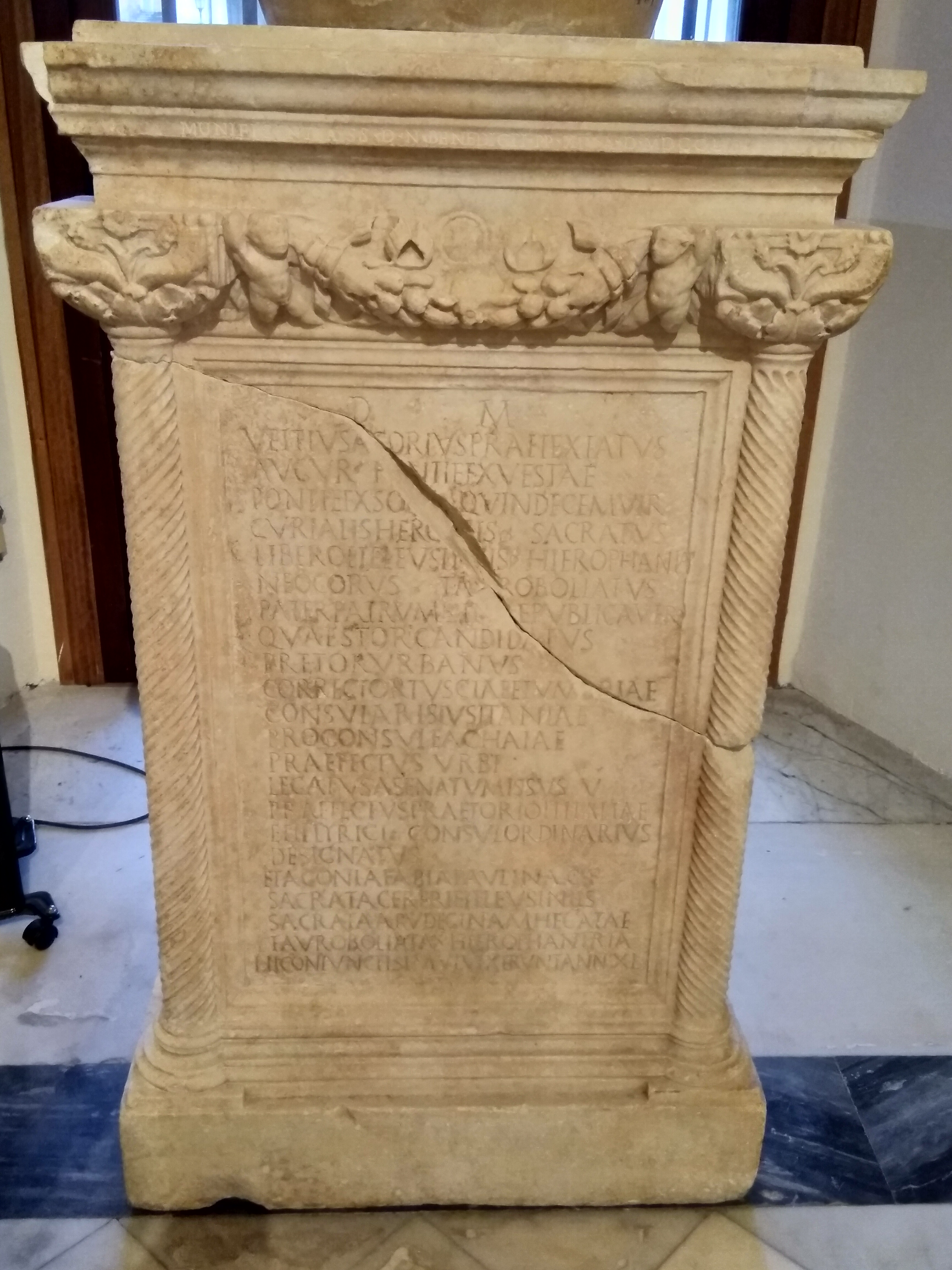
Altar funerari de Vetio Agorio Pretextato i la seva esposa Acònia Fàbia Paulina.

Acònia Fàbia Paulina (morta c. de 384) va ser una noble romana i una important exponent del paganisme en una època en què l'Imperi romà s'estava convertint al cristianisme.

## Biografia
Paulina era filla de Fabio Aconio Catullino Filomazio, un prominent aristòcrata que va ocupar els càrrecs de praefectus urbi de Roma en 342-344 i cònsol en 349. En 344, Paulina es va casar amb Veti Agori Pretextat, un destacat exponent de l'aristocràcia senatorial romana, important oficial imperial i membre de diversos cercles pagans; Paulina va ser iniciada en els misteris eleusins i en els misteris lernians de Dionís i Demèter, i es va dedicar a diverses deïtats femenines, com Ceres, Hècate (de la qual era hierofant), la Magna Mater (com tauroboli) i Isis.
Pretextat i Paulina eren propietaris d'almenys dues cases. La primera va estar situada a la muntanya Esquilí, probablement situat entre la via Merulana i la via del Pujol del Oppio a Roma, on es troba el modern Palazzo Brancaccio. El jardí al voltant del palau, l'anomenat Horti Vettiani, s'estenia fins a la moderna estació de trens Roma Termini. Les recerques arqueològiques en aquesta àrea van llançar diversos descobriments relacionats amb la família de Pretextat. Entre ells estava la base d'una estàtua dedicada a Coelia Concordia, una de les últimes Verges Vestals, que havia erigit una estàtua en honor de Pretextat després de la seva mort (384); a canvi d'aquest honor, que va provocar la reprovació de Quint Aureli Símmac sobre la base que les vestals mai van erigir estàtues per als homes, Paulina va dedicar una estàtua a Concordia. També tenien una casa a la muntanya Aventí.
A la base del monument funerari a Pretextat, Paulina tenia inscrit un poema compost per ella mateixa, que celebrava al seu espòs i el seu amor, un poema derivat probablement de l'oració que Paulina va llegir en el funeral del seu espòs. Jeróni cita aquest poema en una carta en la qual es burla de Pretextat, al·legant que no estava en el paradís sinó en l'infern.
Paulina va morir poc després del seu marit. El seu fill o filla els va dedicar un monument funerari amb estàtues a la seva casa.